# Erwin Wolff (Philologe)
Erwin Wolff (* 29. März 1897 in Berlin; † 18. Juli 1966 in Bödigheim) war ein deutscher Klassischer Philologe, der von 1935 bis 1962 als Professor an der Universität Frankfurt am Main wirkte.

## Leben
Erwin Wolff, der Sohn eines Volksschulrektors, studierte nach dem Ersten Weltkrieg an der Berliner Universität Klassische Philologie bei Hermann Diels, Werner Jaeger, Eduard Norden und Ulrich von Wilamowitz-Moellendorff. 1928 wurde er bei Jaeger und Norden mit der Dissertation Platos Apologie promoviert, die 1929 in Jaegers Reihe Neue Philologische Untersuchungen erschien. Bereits 1930 habilitierte sich Wolff in Königsberg und lehrte dort einige Jahre als Privatdozent, bis er 1935 auf Veranlassung des Frankfurter Professors Karl Reinhardt an die Universität Frankfurt berufen wurde. Hier wirkte Wolff als (zunächst außerordentlicher, ab 1946 ordentlicher) Professor bis zu seiner Emeritierung 1962. Seine letzten Jahre verbrachte er in seinem Altersruhesitz in Bödigheim, wo er am 18. Juli 1966 im Alter von 69 Jahren starb.
Aufgrund einer chronischen Krankheit, die mit den Jahren schlimmer wurde, brachte Wolff kaum die Zeit auf, seine wissenschaftlichen Forschungen zu veröffentlichen. Außer seiner Dissertation erschienen nur wenige Aufsätze und Rezensionen aus seiner Feder; von 1934 bis 1958 veröffentlichte er gar nichts. Seine vorliegenden Publikationen werden jedoch hoch geschätzt.